# فيروز (ممثلة)
فيروز (15 مارس 1943  - 30 يناير 2016)، ممثلة مصرية اشتهرت في خمسينيات القرن العشرين. تُعد من أشهر الأطفال في تاريخ السينما المصرية، وعلى الرغم من أن الجميع تنبأ لها بأن تصبح واحدة من أشهر نجمات السينما في عصرها الذهبي، إلا أن اعتزالها في سن مبكرة حال دون ذلك.

## عن حياتها
ولدت بيروز آرتين كالفيان في القاهرة لأسرة مصرية ذات جذور أرمنية، وهي الأخت الكبرى للفنانة نيللي وابنة خال الفنانة لبلبة، اكتشفها صديق والدها الفنان السوري إلياس مؤدب حيث كان يعزف في إحدى الزيارات لهم على الكمان بالمنزل من ضمن ماكان يفعل في أمسياته بمنزلهم وكانت ترقص على الموسيقى التي يعزفها إلياس مؤدب ولفتت انتباهه ولاحظ موهبتها وحاول تطويرها فقام بتأليف وتلحين مونولوج لتغنيه وحدها. ولأنه كان يغني في حفلات منزلية اصطحبها معه لتؤدّي المونولوج في إحدى المرات. أثارت إعجاب الحضور ولاقى مونولوجها نجاحاً باهراً، فقرر إدخالها مسابقة مواهب في ملهى الأوبيرج الليلي حيث نجحت نجاحًا باهرًا ايضًأ والتف حولها المنتجون السينمائيون، فاختارها الفنان أنور وجدي من بينهم، ليوقع معه والدها عقد احتكار تتقاضى عنه ابنته ألف جنيه عن كل فيلم.
وكان أول عمل لها بسن السابعة من عمرها فيلم الأول ياسمين في عام 1950، ومن بعد فيلم ياسمين قدّمت العديد من الأعمال الأخرى حتى عام 1959 حينها توقفت عن العمل الفني بعدما قدّمت فيلم بفكر في اللي ناسيني لتترك التمثيل حتى وفاتها، وكان آخر ظهور لها تكريمها في «مهرجان القاهرة السينمائي» في عام 2001.

### حياتها الأسرية
تعرفت أثناء عملها مع «فرقة إسماعيل ياسين» على الفنان بدر الدين جمجوم، الذي تزوجها بعد فترة قصيرة من اعتزالها وأنجبا ابن وإبنة هما «أيمن» و«إيمان»، واستمر زواجهما لأكثر من ثلاثين عامًا حتى وفاته عام 1992.

## أعمالها

### في التمثيل

#### من أعمال السينما
| سنة الإنتاج | الفيلم              | بمشاركة                                                                |
| ----------- | ------------------- | ---------------------------------------------------------------------- |
| 1950        | ياسمين              | أنور وجدي، مديحة يسري، زكي رستم                                        |
| 1951        | فيروز هانم          | تحية كاريوكا، حسن فايق، فردوس محمد                                     |
| 1952        | صورة الزفاف         | محسن سرحان، إسماعيل ياسين، زهرة العلا، محمود المليجي، ماري منيب        |
| 1953        | دهب                 | أنور وجدي، ماجدة، إسماعيل ياسين، سراج منير، ميمي شكيب، محمد الطوخي     |
| 1953        | الحرمان             | عماد حمدي، زوزو ماضي، عبد السلام النابلسي، زينات صدقي، نجمة إبراهيم    |
| 1955        | عصافير الجنة        | محمود ذو الفقار، عزيزة حلمي، نيللي، ميرفت، زمردة                       |
| 1957        | إسماعيل يس للبيع    | إسماعيل ياسين، سعاد مكاوي، سعيد أبو بكر، أنور البابا                   |
| 1958        | إسماعيل يس طرزان    | إسماعيل ياسين، عبد السلام النابلسي، حسن فايق، إستيفان روستي، ميمي شكيب |
| 1958        | أيامي السعيدة       | حسن فايق، عبد المنعم إبراهيم، ميمي شكيب، عبد الفتاح القصري             |
| 1959        | بفكر في اللي ناسيني | هند رستم، شكري سرحان، زهرة العلا، رشدي أباظة                           |

### أعمال الغناء

#### الأغاني المنفردة
- كروان الفن وبلبله.
- بحلق لي.
- الميزان.
- الدربكة.
- البلياتشو.
- اتمخـطري.
- معانا ريال.
- مبروك عليكي عريسك الخفة.
- حلو يا حلو يا حلو الحلو.
- سينورينا سينوريتا.
- أنا كتكوته نونو ودح.

## التكريم
- 2001:  مصر - تكريم في مهرجان القاهرة السينمائي.[3]

## وفاتها
توفيت في يوم السبت 30 يناير 2016 بعد معاناة طويلة مع مشاكل في الكلى والكبد عن عمر يناهز 72 عاما.

## وصلات خارجية
- فيروز على موقع IMDb (الإنجليزية)
- فيروز على موقع الدهليز
- فيروز على موقع قاعدة بيانات الأفلام العربية
- فيروز على موقع قاعدة بيانات الفيلم (الإنجليزية)
- فيروز على موقع كينوبويسك (الروسية)